# Cathédrale Santi Ippolito e Lucia
La cathédrale Santi Ippolito e Lucia est une église catholique romaine de Fiumicino, en Italie. Il s'agit d'une cocathédrale du diocèse suburbicaire de Porto-Santa Rufina.